# Verein für Leibesübungen Wolfsburg 2013-2014 (femminile)
Questa voce raccoglie le informazioni riguardanti la squadra femminile del Verein für Leibesübungen Wolfsburg nelle competizioni ufficiali della stagione 2013-2014.

## Divise e sponsor
La grafica adottata era la stessa del Wolfsburg maschile. Il main sponsor era l'azienda proprietaria della società, la casa automobilistica Volkswagen tramite l'iconico marchio VW stampato sulla parte anteriore della maglietta, mentre quello tecnico, fornitore delle tenute di gioco, era Adidas.
| Casa | Trasferta |

## Organigramma societario
Come da sito federazione tedesca
Area tecnica
- Allenatore: Ralf Kellermann
- Vice allenatore: Frank Pichatzek
- Vice allenatore: Britta Carlson
- Vice allenatore: Daniel Nister
- Preparatore dei portieri: Fabian Lucas

## Rosa
Rosa, ruoli e numeri di maglia come da sito federazione tedesca.
| N. |                     | Ruolo | Calciatrice              |
| -- | ------------------- | ----- | ------------------------ |
| 1  | Germania (bandiera) | P     | Almuth Schult            |
| 2  | Germania (bandiera) | D     | Luisa Wensing            |
| 3  | Ungheria (bandiera) | C     | Zsanett Jakabfi          |
| 4  | Svezia (bandiera)   | D     | Nilla Fischer            |
| 6  | Germania (bandiera) | D     | Maren Tetzlaff           |
| 7  | Germania (bandiera) | C     | Viola Odebrecht          |
| 9  | Germania (bandiera) | C     | Anna Blässe              |
| 10 | Germania (bandiera) | C     | Selina Wagner            |
| 11 | Germania (bandiera) | A     | Alexandra Popp           |
| 12 | Germania (bandiera) | P     | Jana Burmeister          |
| 13 | Germania (bandiera) | C     | Nadine Keßler (capitano) |
| 14 | Germania (bandiera) | C     | Lina Magull              |
| 15 | Russia (bandiera)   | D     | Ol'ga Petrova            |
| 16 | Svizzera (bandiera) | D     | Noelle Maritz            |

| N. |                     | Ruolo | Calciatrice            |
| -- | ------------------- | ----- | ---------------------- |
| 17 | Germania (bandiera) | D     | Laura Vetterlein       |
| 18 | Germania (bandiera) | D     | Ivonne Hartmann        |
| 19 | Nigeria (bandiera)  | A     | Desire Oparanozie      |
| 20 | Germania (bandiera) | D     | Stephanie Bunte        |
| 21 | Germania (bandiera) | C     | Andrea Wilkens         |
| 22 | Germania (bandiera) | D     | Verena Faißt           |
| 23 | Serbia (bandiera)   | A     | Jovana Damnjanović     |
| 24 | Germania (bandiera) | D     | Maria-Joelle Wedemeyer |
| 25 | Germania (bandiera) | A     | Martina Müller         |
| 26 | Germania (bandiera) | A     | Conny Pohlers          |
| 27 | Germania (bandiera) | D     | Josephine Henning      |
| 28 | Germania (bandiera) | C     | Lena Goeßling          |
| 29 | Germania (bandiera) | P     | Merle Frohms           |
| 30 | Germania (bandiera) | P     | Manon Klett            |

## Calciomercato

### Sessione estiva
| Acquisti | Acquisti           | Acquisti          | Acquisti |
| R.       | Nome               | da                | Modalità |
| -------- | ------------------ | ----------------- | -------- |
| P        | Almuth Schult      | Bad Neuenahr      |          |
| D        | Nilla Fischer      | Linköping         |          |
| D        | Noelle Maritz      | Zurigo            |          |
| D        | Peggy Kuznik       | Bad Neuenahr      |          |
| A        | Jovana Damnjanović | Stella Rossa      |          |
| A        | Desire Oparanozie  | Rossijanka        |          |
| A        | Conny Pohlers      | Washington Spirit |          |

| Cessioni | Cessioni         | Cessioni           | Cessioni |
| R.       | Nome             | a                  | Modalità |
| -------- | ---------------- | ------------------ | -------- |
| P        | Alisa Vetterlein | Hoffenheim         |          |
| D        | Peggy Kuznik     | 1. FFC Francoforte |          |
| C        | Eve Chandraratne | Cloppenburg        |          |
| C        | Annabel Jäger    | Cloppenburg        |          |

### Sessione invernale
| Acquisti | Acquisti      | Acquisti   | Acquisti |
| R.       | Nome          | da         | Modalità |
| -------- | ------------- | ---------- | -------- |
| D        | Ol'ga Petrova | Rossijanka |          |

| Cessioni | Cessioni          | Cessioni            | Cessioni |
| R.       | Nome              | a                   | Modalità |
| -------- | ----------------- | ------------------- | -------- |
| D        | Ol'ga Petrova     | Rjazan'-VDV         |          |
| A        | Desire Oparanozie | Ataşehir Belediyesi |          |

## Risultati

### Frauen-Bundesliga

#### Girone di andata
| Arbitro: | Rafalski (Baunatal) |

|              |           |             |
| Goeßling 69’ | Marcatori | 15’ Baunach |

| Arbitro: | Illing (Limbach-Oberfrohna) |

|           |           |            |
| Hearn 88’ | Marcatori | 40’ Keßler |

| Arbitro: | Kurtes (Düsseldorf) |

|                                                                         |           |             |
| Müller 12’, 52’, 85’ Bunte 23’ Damnjanović 26’, 35’ Popp 31’ Magull 38’ | Marcatori | 43’ Vollmer |

| Arbitro: | Muller-Schmah (Potsdam) |

|  |           |                                        |
|  | Marcatori | 10’, 81’ Müller 53’ Magull 90’ Pohlers |

| Arbitro: | Derlin (Bad Schwartau) |

|                                      |           |               |
| Popp 36’ Müller 38’ Pohlers 72’, 82’ | Marcatori | 23’ Schneider |

| Arbitro: | Baitinger (Friesenheim) |

|            |           |            |
| Bremer 38’ | Marcatori | 58’ Müller |

| Arbitro: | Biehl (Siesbach) |

|  |           |                                          |
|  | Marcatori | 2’ Jakabfi 18’ Keßler 27’ Popp 29’ Faißt |

| Arbitro: | Stolz (Pritzwalk) |

|                                      |           |            |
| Fischer 40’ Keßler 50’, 66’ Popp 73’ | Marcatori | 4’ Däbritz |

| Arbitro: | Soder (Ingolstadt) |

|  |           |                       |
|  | Marcatori | 40’ Müller 51’ Keßler |

| Arbitro: | Rafalski (Baunatal) |

|                                                   |           |               |
| Keßler 25’ Müller 64’ (rig.) Popp 76’ Pohlers 86’ | Marcatori | 20’ Jakobsson |

| Francoforte sul Meno 22 febbraio 2014, ore 12:00 CET 11ª giornata | 1. FFC Francoforte  | 0 – 0 referto | Wolfsburg | Stadion am Brentanobad (2 710 spett.)\| Arbitro: \| Kurtes (Düsseldorf) \| |
| Arbitro:                                                          | Kurtes (Düsseldorf) |               |           |                                                                            |

#### Girone di ritorno
| Arbitro: | Stolz (Pritzwalk) |

|                              |           |           |
| Maier 6’ Bürki 75’ Hagen 83’ | Marcatori | 4’ Keßler |

| Arbitro: | Müller-Schmäh (Potsdam) |

|                                  |           |                        |
| Müller 28’ Popp 35’ Goeßling 80’ | Marcatori | 84’ Arnold 87’ Schiewe |

| Arbitro: | Rafalski (Baunatal) |

|  |           |                                                                        |
|  | Marcatori | 10’, 18’ Pohlers 42’ Keßler 44’ Damnjanović 53’, 75’ Wagner 88’ Müller |

| Arbitro: | Biehl (Siesbach) |

|                                                                  |           |  |
| Wensing 8’ Popp 17’ Müller 27’ Faißt 45’ Goeßling 47’ Blässe 65’ | Marcatori |  |

| Arbitro: | Wozniak (Herne) |

|           |           |                       |
| Moser 19’ | Marcatori | 15’ Wagner 56’ Müller |

| Arbitro: | Kurtes (Düsseldorf) |

|                       |           |  |
| Keßler 28’ Wagner 62’ | Marcatori |  |

| Arbitro: | Stolz (Pritzwalk) |

|                           |           |  |
| Bunte 39’ Keßler 56’, 72’ | Marcatori |  |

| Arbitro: | Biehl (Siesbach) |

|                                |           |                            |
| Abbé 84’ O'Sullivan 90’ (rig.) | Marcatori | 40’, 73’ Wagner 47’ Blässe |

| Arbitro: | Rafalski (Baunatal) |

|                                    |           |  |
| Faißt 19’ Popp 64’, 84’ Müller 77’ | Marcatori |  |

| Arbitro: | Stolz (Pritzwalk) |

|  |           |                 |
|  | Marcatori | 55’, 90’ Müller |

| Arbitro: | Biehl (Siesbach) |

|                    |           |          |
| Faißt 16’ Popp 89’ | Marcatori | 82’ Andō |

### DFB-Pokal
| Arbitro: | Hussein (Bad Harzburg) |

|           |           |                                                                                               |
| Drews 78’ | Marcatori | 9’ Blässe 20’, 36’ Popp 23’, 38’, 83’ Müller 44’ (rig.) Magull 59’ Damnjanović 66’ Oparanozie |

| Arbitro: | Baitinger (Friesenheim) |

|                |           |  |
| Garefrekes 54’ | Marcatori |  |

### UEFA Women's Champions League
| Arbitro: | Eszter Urban |

|  |           | |
|  | Marcatori | 8’, 19’, 51’ (rig.), 53’ Magull 21’, 26’ Fischer 22’, 87’ (rig.), 90+2’ Müller 34’ Blässe 46’, 47’, 59’ Pohlers 84’ Popp |

| Arbitro: | Zuzana Kováčová |

| |           |  |
| Meyer 6’, 47’, 59’ Damnjanović 8’, 61’ Bunte 12’ Pohlers 19’, 72’, 87’ Keßler 31’, 80’ Odebrecht 45’ Jakabfi 83’ | Marcatori |  |

| Arbitro: | Katalin Kulcsár |

|              |           |                            |
| Bachmann 64’ | Marcatori | 34’ Popp 85’ (rig.) Müller |

| Arbitro: | Cristina Dorcioman |

|                                     |           |                   |
| Goeßling 16’ Wensing 27’ Müller 89’ | Marcatori | 71’ Gunnarsdóttir |

| Arbitro: | Morag Pirie |

|                                   |           |  |
| Keßler 34’ Müller 52’ Jakabfi 65’ | Marcatori |  |

| Arbitro: | Teodora Albon |

|  |           |                         |
|  | Marcatori | 45+1’ Keßler 74’ Müller |

| Potsdam 19 aprile 2014, ore 14:00 CEST Semifinali - Andata | Turbine Potsdam | 0 – 0 referto | Wolfsburg | Karl-Liebknecht-Stadion (5 110 spett.)\| Arbitro: \| Efthalia Mitsi \| |
| Arbitro:                                                   | Efthalia Mitsi  |               |           |                                                                        |

| Arbitro: | Esther Staubli |

|                                     |           |                     |
| Keßler 17’ Popp 46’, 41’ Müller 80’ | Marcatori | 7’ Šimić 35’ Añonma |

| Arbitro: | Kateryna Monzul' |

|                            |           |                                    |
| Marta 28’, 56’ Boquete 30’ | Marcatori | 47’ Popp 53’, 80’ Müller 67’ Faißt |

## Statistiche

### Statistiche di squadra
| Competizione         | Punti | In casa | In casa | In casa | In casa | In casa | In casa | In trasferta | In trasferta | In trasferta | In trasferta | In trasferta | In trasferta | Totale | Totale | Totale | Totale | Totale | Totale | DR  |
| Competizione         | Punti | G       | V       | N       | P       | Gf      | Gs      | G            | V            | N            | P            | Gf           | Gs           | G      | V      | N      | P      | Gf     | Gs     | DR  |
| -------------------- | ----- | ------- | ------- | ------- | ------- | ------- | ------- | ------------ | ------------ | ------------ | ------------ | ------------ | ------------ | ------ | ------ | ------ | ------ | ------ | ------ | --- |
| Frauen-Bundesliga    | 55    | 11      | 10      | 1       | 0       | 41      | 8       | 11           | 7            | 3            | 1            | 27           | 8            | 22     | 17     | 4      | 1      | 68     | 16     | +52 |
| DFB-Pokal der Frauen | -     | -       | -       | -       | -       | -       | -       | 2            | 1            | 0            | 1            | 9            | 2            | 2      | 1      | 0      | 1      | 9      | 2      | +7  |
| Champions League     | -     | -       | -       | -       | -       | -       | -       | -            | -            | -            | -            | -            | -            | 9      | 8      | 1      | 0      | 45     | 7      | +38 |
| Totale               | -     | -       | -       | -       | -       | -       | -       | -            | -            | -            | -            | -            | -            | 33     | 26     | 5      | 2      | 122    | 25     | +97 |

### Andamento in campionato
| Giornata  | 1 | 2 | 3 | 4 | 5 | 6 | 7 | 8 | 9 | 10 | 11 | 12 | 13 | 14 | 15 | 16 | 17 | 18 | 19 | 20 | 21 | 22 |
| --------- | - | - | - | - | - | - | - | - | - | -- | -- | -- | -- | -- | -- | -- | -- | -- | -- | -- | -- | -- |
| Luogo     | C | T | C | T | C | T | T | T | C | C  | T  | T  | C  | T  | C  | T  | C  | C  | C  | T  | T  | C  |
| Risultato | N | N | V | V | V | N | V | V | V | V  | N  | P  | V  | V  | V  | V  | V  | V  | V  | V  | V  | V  |
| Posizione | 6 | 9 | 4 | 3 | 2 | 4 | 4 | 3 | 3 | 3  | 3  | 3  | 3  | 3  | 3  | 3  | 3  | 3  | 3  | 3  | 2  | 1  |

Legenda:

Luogo: C = Casa; T = Trasferta. Risultato: V = Vittoria; N = Pareggio; P = Sconfitta.

### Statistiche delle giocatrici
| Giocatore      | Frauen-Bundesliga | Frauen-Bundesliga | Frauen-Bundesliga | Frauen-Bundesliga | DFB-Pokal der Frauen | DFB-Pokal der Frauen | DFB-Pokal der Frauen | DFB-Pokal der Frauen | Champions League | Champions League | Champions League | Champions League | Totale   | Totale | Totale      | Totale     |
| Giocatore      | Presenze          | Reti              | Ammonizioni       | Espulsioni        | Presenze             | Reti                 | Ammonizioni          | Espulsioni           | Presenze         | Reti             | Ammonizioni      | Espulsioni       | Presenze | Reti   | Ammonizioni | Espulsioni |
| -------------- | ----------------- | ----------------- | ----------------- | ----------------- | -------------------- | -------------------- | -------------------- | -------------------- | ---------------- | ---------------- | ---------------- | ---------------- | -------- | ------ | ----------- | ---------- |
| A. Blässe      | 21                | 2                 | 1                 | 0                 | 2                    | 1                    | 0                    | 0                    | 7                | 1                | 0                | 0                | 30       | 4      | 1           | 0          |
| S. Bunte       | 18                | 2                 | 0                 | 0                 | 2                    | 0                    | 0                    | 0                    | 6                | 1                | 1                | 0                | 26       | 3      | 1           | 0          |
| J. Burmeister  | -                 | -                 | -                 | -                 | -                    | -                    | -                    | -                    | 1                | 0                | 0                | 0                | 1        | 0      | 0           | 0          |
| J. Damnjanović | 10                | 3                 | 0                 | 0                 | 1                    | 1                    | 0                    | 0                    | 3                | 2                | 0                | 0                | 14       | 6      | 0           | 0          |
| V. Faißt       | 18                | 4                 | 0                 | 0                 | 2                    | 0                    | 0                    | 0                    | 7                | 1                | 0                | 0                | 27       | 5      | 0           | 0          |
| N. Fischer     | 20                | 1                 | 1                 | 0                 | 2                    | 0                    | 0                    | 0                    | 8                | 2                | 1                | 0                | 30       | 3      | 2           | 0          |
| M. Frohms      | 2                 | 0                 | 0                 | 0                 | 1                    | -1                   | 0                    | 0                    | -                | -                | -                | -                | 3        | -1     | 0           | 0          |
| L. Goeßling    | 20                | 3                 | 4                 | 0                 | 2                    | 0                    | 0                    | 0                    | 8                | 1                | 0                | 0                | 30       | 4      | 4           | 0          |
| I. Hartmann    | 11                | 0                 | 1                 | 0                 | -                    | -                    | -                    | -                    | 2                | 0                | 0                | 0                | 13       | 0      | 1           | 0          |
| J. Henning     | 7                 | 0                 | 0                 | 0                 | 1                    | 0                    | 0                    | 0                    | 6                | 0                | 0                | 0                | 14       | 0      | 0           | 0          |
| Z. Jakabfi     | 8                 | 1                 | 0                 | 0                 | 1                    | 0                    | 0                    | 0                    | 5                | 2                | 0                | 0                | 14       | 3      | 0           | 0          |
| N. Keßler      | 19                | 11                | 1                 | 0                 | 1                    | 0                    | 0                    | 0                    | 9                | 5                | 0                | 0                | 29       | 16     | 1           | 0          |
| M. Klett       | -                 | -                 | -                 | -                 | -                    | -                    | -                    | -                    | -                | -                | -                | -                | -        | -      | -           | -          |
| L. Magull      | 11                | 2                 | 0                 | 0                 | 2                    | 1                    | 0                    | 0                    | 4                | 4                | 0                | 0                | 17       | 7      | 0           | 0          |
| N. Maritz      | 15                | 0                 | 1                 | 0                 | -                    | -                    | -                    | -                    | 4                | 0                | 0                | 0                | 19       | 0      | 1           | 0          |
| M. Müller      | 22                | 16                | 1                 | 0                 | 2                    | 3                    | 0                    | 0                    | 8                | 10               | 0                | 0                | 32       | 29     | 1           | 0          |
| V. Odebrecht   | 9                 | 0                 | 0                 | 0                 | -                    | -                    | -                    | -                    | 7                | 1                | 0                | 0                | 16       | 1      | 0           | 0          |
| D. Oparanozie  | 1                 | 0                 | 0                 | 0                 | 1                    | 1                    | 0                    | 0                    | -                | -                | -                | -                | 2        | 1      | 0           | 0          |
| O. Petrova     | -                 | -                 | -                 | -                 | -                    | -                    | -                    | -                    | -                | -                | -                | -                | -        | -      | -           | -          |
| C. Pohlers     | 20                | 6                 | 0                 | 0                 | 2                    | 0                    | 0                    | 0                    | 6                | 6                | 1                | 0                | 28       | 12     | 1           | 0          |
| A. Popp        | 20                | 10                | 2                 | 0                 | 2                    | 2                    | 0                    | 0                    | 7                | 5                | 1                | 0                | 29       | 17     | 3           | 0          |
| A. Schult      | 20                | -15               | 0                 | 0                 | 1                    | -1                   | 0                    | 0                    | 8                | -7               | 0                | 0                | 29       | -23    | 0           | 0          |
| M. Tetzlaff    | 1                 | 0                 | 0                 | 0                 | 1                    | 0                    | 0                    | 0                    | 2                | 0                | 0                | 0                | 4        | 0      | 0           | 0          |
| L. Vetterlein  | 1                 | 0                 | 0                 | 0                 | -                    | -                    | -                    | -                    | -                | -                | -                | -                | 1        | 0      | 0           | 0          |
| S. Wagner      | 7                 | 6                 | 1                 | 0                 | -                    | -                    | -                    | -                    | 3                | 0                | 0                | 0                | 10       | 6      | 1           | 0          |
| M. Wedemeyer   | -                 | -                 | -                 | -                 | 1                    | 0                    | 0                    | 0                    | 1                | 0                | 0                | 0                | 2        | 0      | 0           | 0          |
| L. Wensing     | 21                | 1                 | 0                 | 0                 | 1                    | 0                    | 0                    | 0                    | 9                | 1                | 0                | 0                | 31       | 2      | 0           | 0          |
| A. Wilkens     | -                 | -                 | -                 | -                 | -                    | -                    | -                    | -                    | -                | -                | -                | -                | -        | -      | -           | -          |